# Verleger
Der Verleger ist Leiter eines Verlages für Bücher, Zeitschriften, Zeitungen, Musiknoten, Kalender oder andere Medienprodukte (Compact Disks, DVDs, Onlinemedien, Software, Spiele etc.). Er ist entweder als Unternehmer oder als angestellter Geschäftsführer für den Verlag in seiner Gesamtheit verantwortlich.
Beim Verleger liegt letztlich die Entscheidung, in welche Veröffentlichungen ein Verlag investiert, nicht nur für die Herstellung und Vervielfältigung des Mediums, sondern auch für dessen Verbreitung bzw. Vermarktung, wozu er sich im Verlagsvertrag mit einem Autor bzw. Urheber verpflichtet und wofür er zu sorgen hat. Der Verleger trägt die finanzielle Verantwortung und bestimmt die Richtlinien für Lektorat, Herstellung und Vertrieb, aber auch – bereits im 16. Jahrhundert von Autoren (etwa Martin Crusius, der in einem Tagebuch von 1593 bedauernd schreibt: „Es ist ein Elend, daß wir uns nach den Verlegern richten müssen“) – für Inhalte.
Nach Fritz J. Raddatz, von 1960 bis 1969 Cheflektor und stellvertretender Chef des Rowohlt Verlags, muss „der wahre Verleger ... Vater und Mutter sein, Amme und Zuchtmeister, Gläubiger und Fordernder, Duellant und Sekundant, Beichtvater und Ministrant, Heiliger und Hurenbold. Er muss das Gehirn eines Philosophen, den Blick eines Radiologen, die Sanftmut einer Krankenschwester haben. Eines darf er auf gar keinen Fall: ein eigenes Leben haben.“

## Etymologie
Die Worte „Verlag“ und dessen Nomen Agentis „Verleger“ lassen sich auf den historischen Begriff des Verlagssystems zurückführen. Typisch für dieses war ein Unternehmer (Verleger), der Heimarbeitern Rohstoffe vorfinanzierte („vorlegte“ oder „verlegte“), die von den Heimarbeitern weiterverarbeitet und dann dem Unternehmer auf dessen Unternehmerrisiko zum Vertrieb überlassen wurden. Das Verb „verlegen“ bedeutete im Mittelhochdeutschen „Geld ausgeben“ oder „etwas auf seine Rechnung nehmen“; „Verleger“ war also derjenige, der „anderen das Rohmaterial … so lange vorschießt, bis es an den Konsumenten gelangt ist“. Wendet man diesen Begriffsinhalt auf den heutigen Verlag und Verleger an, so vermarktet er die von Autoren oder Urhebern in „Heimarbeit“ konzipierten Werke über sein Vertriebssystem auf eigenes Unternehmerrisiko.

## Rechtsfragen
Der Rechtsbegriff des Verlegers ist im Verlagsgesetz (VerlG) enthalten. Es regelt in § 1 VerlG, dass der Verfasser durch den Verlagsvertrag über ein Werk der Literatur oder der Tonkunst verpflichtet wird, dem Verleger das Werk zur Vervielfältigung und Verbreitung für eigene Rechnung zu überlassen. Der Verleger ist verpflichtet, das Werk zu vervielfältigen und zu verbreiten. Der Verleger ist nach § 4 VerlG im Regelfall nicht berechtigt, ein Einzelwerk für eine Gesamtausgabe oder ein Sammelwerk sowie Teile einer Gesamtausgabe oder eines Sammelwerkes für eine Sonderausgabe zu verwerten. Der Verleger ist gemäß § 5 VerlG nur zu einer Auflage berechtigt. Ist ihm das Recht zur Veranstaltung mehrerer Auflagen eingeräumt, so gelten im Zweifel für jede neue Auflage die gleichen Abreden wie für die vorhergehende. Der Verleger hat nach § 20 VerlG für die Korrektur zu sorgen. Einen Abzug hat er rechtzeitig dem Verfasser zur Durchsicht vorzulegen. Das Verlagsrecht entsteht mit der Ablieferung des Werkes an den Verleger und erlischt mit der Beendigung des Vertragsverhältnisses (§ 9 VerlG). Die Bestimmung des Ladenpreises, zu welchem das Werk verbreitet wird, steht für jede Auflage dem Verleger zu (§ 21 VerlG). Die Vergütung ist gemäß § 23 VerlG bei der Ablieferung des Werkes zu entrichten.

## Deutschsprachige Verleger

### A
- Alfred Gustav Benedictus Ackermann-Teubner (1857–1941)
- Albin Ackermann-Teubner (1826–1903)
- Rudolf Augstein (1923–2002)

### B
- Franz Bachem (1912–2002)
- Johann Peter Bachem (1785–1822)
- Julien Backhaus (* 1986)
- Karl Baedeker (1801–1859)
- Nicola Bartels (* 1969)
- Björn Bedey (* 1968)
- Gottfried Bermann Fischer (1897–1995)
- Carl Bertelsmann (1791–1850)
- Bernd Beyer (* 1955)
- Karl Blessing (1941–2005)
- Friedrich Arnold Brockhaus (1772–1823)
- Siv Bublitz (* 1960)
- Gerd Bucerius (1906–1995), Gründer der Wochenzeitung Die Zeit
- Lothar-Günther Buchheim (1918–2007)
- Barbara Budrich (* 1965)
- Franz Burda (1903–1986), Gründer des Burda-Verlages
- Hubert Burda (* 1940)

### C
- Julius Campe (1792–1867)
- Bruno Cassirer (1872–1941)

### D
- Wilhelm Dahms (1859–1939)
- Alexander Duncker (1813–1897)
- Johann Friedrich Cotta (1764–1832)
- Eugen Diederichs (1867–1930)
- Moritz Diesterweg (1834–1906), Gründer des Diesterweg Verlags
- Johann Heinrich Wilhelm Dietz (1843–1922), Gründer des sozialistischen/sozialdemokratischen Dietz-Verlags (mit Nachfolgeverlagen in der DDR und in der westdeutschen Bundesrepublik)
- Ingo Držečnik (* 1971), Gründer und Verleger des Elfenbein Verlags
- Joseph DuMont (1811–1861)
- Marcus DuMont (1784–1831)

### E
- Reinhart von Eichborn (1911–1990)
- Vito von Eichborn (1943–2023)

### F
- Wolfgang Farkas (* 1967), Blumenbarverlag in München
- Alexander Fest (* 1960)
- Gustav Fischer (1845–1910)
- Samuel Fischer (1859–1934)
- Herbert Fleissner (1928–2016), Langen Müller Herbig Nymphenburger
- André Förster (* 1973), Verleger des Verlags für Berlin-Brandenburg
- Curt Frenzel (1900–1970), Gründer und Verleger der Augsburger Allgemeinen
- Heinz Friedrich (1922–2004), Deutscher Taschenbuch Verlag
- Johann Fritsch (1635–1680)
- Thomas Fritsch (1666–1726), Sohn von Johann Friedrich Fritsch
- Leo Victor Fromm (1924–2001), Gründungsherausgeber der Neue Osnabrücker Zeitung
- Christoph Froschauer (1490–1564)
- Christoph Froschauer der Jüngere (1532–1585)

### G
- Rolf Garske (1952–1996)
- Lutz Gebhardt (1952–2024)
- Nikolaus Gelpke (* 1962), Mare
- Werner E. Gerabek (* 1952), Gründer und Verleger des Deutschen Wissenschafts-Verlages (DWV)
- Karl Gerold (1906–1973), Verleger der Frankfurter Rundschau
- Udo Glanz (* 1972)
- Johann Ludwig Gleditsch (1663–1741)
- Karl Borromäus Glock (1905–1985), Verleger des Verlages Glock und Lutz
- Georg Joachim Göschen (1752–1828)
- Wilhelm Goldmann (1897–1974)
- Hans Ulrich Graf (1922–2010), Neues Bülacher Tagblatt
- Charles von Graffenried (1925–2012), Espace Media Groupe (u. a. Berner Zeitung)
- Franz Greno (* 1948), Gründer des Greno-Verlags in Nördlingen (u. a. Die Andere Bibliothek mit Hans Magnus Enzensberger)
- Michael Gröll (1722–1798)
- Henning Große (1553–1621)
- Wolfgang Gurlitt (1888–1965)
- Johann Gymnich I. (1485–1544), Gründer der Buchhandlung „Zum Einhorn“ in Köln
- Johann Gymnich IV. (1570–1634)

### H
- Christoph Haacker (* 1972), Gründer und Verleger des Arco Verlages
- Wolfgang G. Haas (* 1946), Gründer des Wolfgang G. Haas-Musikverlag Köln e. K.
- Carl Hanser (1901–1985)
- Wolfgang Haug (* 1955), Gründer des anarchistischen Trotzdem Verlags
- Ernst Heimeran (1902–1955)
- Gustav Heckenast (1811–1878)
- Jakob Hegner (1882–1962)
- Paul Heinzelmann (1888–1961), Gründer des Steinklopfer-Verlags Berlin/Fürstenfeldbruck
- Hermann Herder (1864–1937), Verlag Herder, Freiburg i. Br.
- Theophil Herder-Dorneich (1898–1987), Verlag Herder, Freiburg i. Br.
- Hermann Herder (1926–2011), Verlag Herder, Freiburg i. Br.
- Manuel Herder (* 1966) Verlag Herder, Freiburg i. Br.
- Wieland Herzfelde (1896–1988), Gründer des Malik-Verlags und des Aurora-Verlags
- Wilhelm Heyne (1888–1968), Gründer des Wilhelm Heyne Verlags in Dresden.
- Rolf Heyne (1928–2000), Sohn des Gründers Wilhelm Heyne, seit 1948 München Verlagssitz.
- Anton Hiersemann (1891–1969), Gründer des Anton Hiersemann Verlags in Stuttgart.
- Karl Wilhelm Hiersemann (1854–1928), Gründer des Antiquariats Karl W. Hiersemann in Leipzig
- Arnold Hirt (1843–1928) Breslau und Leipzig
- Reimar Hobbing (1874–1919), sein Verlag zählte zu den größten von Berlin
- Günther Holzboog (1927–2006), Frommann-Holzboog Verlag
- Gottfried Honnefelder (* 1946) Suhrkamp, Insel, Deutscher Klassiker Verlag, DuMont, Berlin University Press
- Wolfgang Huss (1940–2025) Gründer des Huss-Verlags in München und der Huss Medien in Berlin

### I
- Florian Illies (* 1971)
- Dirk Ippen (* 1940)

### J
- Simone Janson (* 1976), Gründerin des Verlags Best of HR - Berufebilder.de® in Düsseldorf

### K
- Daniel Kampa (* 1970), Gründer des Kampa Verlag
- Daniel Keel (1930–2011), Gründer des Diogenes Verlags
- Gustav Kiepenheuer (1880–1949)
- Anton Kippenberg (1874–1950)
- Ernst Klett (1863–1947), Gründer des Ernst Klett Verlages
- Ernst Klett jr. (1911–1998), übernimmt ab 1936 den Ernst Klett Verlag
- Michael Klett (* 1938) ab 1995 Vorstandsvorsitzender der Ernst Klett AG
- Friedrich Julius Klinkhardt (1810–1881), Gründer des Julius Klinkhardt Verlags
- Andreas Klinkhardt (* 1964)
- Vittorio Klostermann (1901–1977)
- Vittorio Eckard Klostermann (* 1950)
- Michael Krüger (* 1943), Carl Hanser Verlag
- Götz Kubitschek (* 1970), Verlag Antaios
- Antje Kunstmann (* 1949), Verlag Antje Kunstmann

### L
- Jonathan Landgrebe (* 1977), Suhrkamp Verlag
- Ernst Heinrich Lange (1876–1952), Lange & Meuche, Leipzig
- Albert Langen (1869–1909)
- Gustav Langenscheidt (1832–1895)
- Karl Robert Langewiesche (1874–1931)
- Barbara Laugwitz (* 1971)
- Heinrich Maria Ledig-Rowohlt (1908–1992)
- Jo Lendle (* 1968), Carl Hanser Verlag
- Carl Friedrich Julius Leske (1821–1886) (Verlag Carl Wilhelm Leske, Darmstadt)
- Hendrik Liersch (* 1962)
- Hermann Luchterhand (1886–1950), Gründer des Luchterhand Fachverlags in Berlin
- Gustav Lübbe (1918–1995)

### M
- Josef Mahlmeister (* 1959), Gründer und Verleger des Verlages Palabros de Cologne in Köln
- Helge Malchow (* 1950), Verleger des Verlages Kiepenheuer & Witsch
- Felix Meiner (1883–1965) gründet den Felix Meiner Verlag 1911 in Leipzig
- Richard Meiner (1918–2003) gründet 1948 den Verlag Richard Meiner in Hamburg, der 1964 mit dem Verlag Felix Meiner in Hamburg zusammengelegt wurde.
- Paul Meuche (1871–1943), Lange & Meuche, Leipzig
- Joseph Meyer (1796–1856), Gründer des Bibliographischen Instituts
- Herrmann Julius Meyer (1826–1909)
- Hanna Mittelstädt (* 1951), Edition Nautilus
- Heinrich Mohn (1885–1955)
- Johannes Mohn (1856–1930)
- Reinhard Mohn (1921–2009)
- Georg Müller (1877–1917)
- Ludwig Munzinger senior (1877–1957)
- Ludwig Munzinger junior (1921–2012)
- Werner Mützel (1940–2018), Gründer der WEKA Holding im Jahre 1973

### N
- Renate Nagel (1936–2023), Gründerin des Nagel & Kimche Verlags
- Henri Nannen (1913–1996)
- Günther Neske (1913–1997), gründete 1951 den Verlag Günther Neske in Pfullingen
- Alfred Neven DuMont (1927–2015)
- Konstantin Neven DuMont (* 1969)
- Christoph Friedrich Nicolai (1733–1811)
- Max Niemeyer (1841–1911)
- Robert Harsch-Niemeyer (1932–2011)

### O
- Walter Georg Olms (* 1927)
- Josef Ott, Verleger in Singen

### P
- Ernst Padberg, Verleger und Herausgeber der Börsen-Zeitung
- Paul Parey (1842–1900)
- Friedrich Christoph Perthes (1772–1843)
- Paul Pietsch (1911–2012), Motor Presse Stuttgart
- Reinhard Piper (1879–1953)
- Fritz Pölking (1936–2007)

### R
- Anton Philipp Reclam (1807–1896)
- Philipp Erasmus Reich (1717–1787)
- Jürgen Räuschel (1936–2005), Gründer des Öko-Test-Verlags und des Verlags der ökologischen Briefe
- Andreas Rötzer (* 1971), Matthes & Seitz Berlin
- Ernst Rowohlt (1887–1960)

### S
- Klaus Sander (* 1968), supposé
- Edmund Schiefeling, Verleger der Bergischen Wacht (1882–1947)
- Peter Schifferli (1921–1980), Gründer des Arche Verlag, Zürich (1944) und des Sanssouci Verlag (1954)
- Lambert Schneider (1900–1970)
- Bruno Schnell (1929–2018), Herausgeber und Verleger der Nürnberger Nachrichten und der Nürnberger Zeitung (beide Verlag Nürnberger Presse Druckhaus Nürnberg)
- Klaus Schöffling, (* 1954),  Gründer des Verlages Schöffling & Co.
- Ferdinand Schöningh (1815–1883), Gründer des Verlages Ferdinand Schöningh
- Ferdinand Schöningh (1856–1925), Verleger
- Ferdinand Schöningh (1885–1914), Verleger
- Ferdinand Schöningh (1923–2000), Verleger
- Ferdinand Schöningh (1953–2004), Verleger
- Arno Scholz (1904–1971), Gründer des Telegraf
- Dieter Schütte (1923–2013), Verleger im Haus M. DuMont Schauberg
- Lutz Schulenburg (1953–2013), Edition Nautilus
- Christian Friedrich Schwan (1733–1815)
- Wilhelm Schwaner (1863–1944)
- Engelhard Benjamin Schwickert (1741–1825), Gründer von EB Schwickert (1769–1895)
- Daniela Seel (* 1974), Kookbooks
- Lieselotte Sievers (* 1928), Verlegerin bei Breitkopf & Härtel, Musikverlag seit 1719
- Leopold Sonnemann, Gründer der Frankfurter Zeitung
- Axel Springer (1912–1985)
- Julius Springer (1817–1877), Gründer des J. Springer Verlages (1842)
- Gerhard Steidl (* 1950)
- Carl Stephenson (1893–1983)
- Victor Otto Stomps (1897–1970)
- Peter Suhrkamp (1891–1959)

### T
- Benedictus Gotthelf Teubner (1784–1856)

### U
- Horst Uhlemann (1928–2011)
- Leopold Ullstein (1826–1899)
- Joachim Unseld (* 1953)
- Siegfried Unseld (1924–2002)

### V
- Eduard Vieweg (1797–1869)
- Friedrich Vieweg (1761–1835)

### W
- Klaus Wagenbach (1930–2021)
- Katharina Wagenbach-Wolff (* 1929), Friedenauer Presse
- Thedel von Wallmoden (* 1958), Wallstein Verlag
- Christian Wegner (1893–1965)
- Matthias Wegner (1937–2023)
- Moritz Georg Weidmann (1658–1693), deutscher Verleger und Buchhändler, Gründer der Weidmannschen Buchhandlung
- Moritz Georg Weidmann (1686–1743), deutscher Verleger und Buchhändler
- Christoph Weigel (1654–1725), Kupferstecher, Kunsthändler und Verleger in Nürnberg
- Hansjörg Weitbrecht (* 1943), ehemaliger Leiter des Thienemann-Verlags und Gründer der Edition Weitbrecht
- Wolfram Weimer (* 1964)
- Martin Werhand (* 1968), Gründer des Martin Werhand Verlages
- Georg Westermann (1869–1945)
- Erich Wewel (1894–1974), Erich Wewel Verlag
- Meinolf Wewel (* 1931), Verlag Karl Alber
- Alfred Winter (* 1946)
- Werner Wirthle (1908–2001), Verleger u. a. der Frankfurter Neuen Presse
- Joseph Caspar Witsch (1906–1967)
- Karl Dietrich Wolff (* 1943)
- Kurt Wolff (1887–1963)

### X
- You Xie (* 1958)

### Z
- Johann Heinrich Zedler (1706–1751)
- Paul Zsolnay (1895–1961)

## Bekannte Verleger außerhalb des deutschsprachigen Sprachgebiets
- Robert Chambers (1802–1871), Vereinigtes Königreich
- Giangiacomo Feltrinelli (1926–1972), Italien
- Gaston Gallimard (1881–1975), Frankreich
- Victor Gollancz (1893–1967), Vereinigtes Königreich
- William Randolph Hearst (1863–1951), USA
- Walter Layton, 1. Baron Layton (1884–1966), Vereinigtes Königreich
- Rupert Murdoch (* 1931), Australien
- Jan Otto (1841–1916), Tschechien
- Christoffel Plantijn (1520–1589), Flandern
- Joseph Pulitzer (1847–1911), USA
- Paul Robert (1910–1980), Frankreich
- John Peter Zenger (1697–1746), USA
- You Xie (* 1958), China

## Verleger des Jahres
Seit 1994 zeichnet das Branchenmagazin BuchMarkt den „Verleger des Jahres“ aus.